# النحت على العاج
النحت على العاج هو عملية الحفر على العاج - أي سن أو ناب الحيوان - باستخدام أدوات حادة عادةً، يدويًا أو آليًا. تُعرف المشغولات المنحوتة من العاج غالبًا باسم «العاجيات».
بدأ البشر بنحت العاج لأغراض الزينة منذ عصور ما قبل التاريخ، ولكنه قبل القرن التاسع عشر واكتشاف مناطق إفريقيا الداخلية، كان مادة نادرة وباهظة الثمن تُستخدم في المنتجات الفاخرة الصغيرة. يمكن نحت تفاصيل دقيقة جدًا في العاج، وبما أنه، على عكس المعادن الثمينة، ليس له قيمة السبائك، ولا يمكن إعادة تدويره بسهولة، فإن معدل بقاء القطع العاجية أعلى بكثير من القطع المصنوعة من مواد أخرى. يكتسب النحت على العاج أهمية خاصة في فن العصور الوسطى في أوروبا لهذا السبب، ولا سيما في الفن البيزنطي نظرًا لندرة إنتاج المنحوتات الضخمة أو نجاتها من الزوال.
ومع تعرض الأفيال وغيرها من الحيوانات المنتجة للعاج لخطر الانقراض، بسبب الصيد للحصول على العاج بشكل أساسي، أدت معاهدة التجارة العالمية لأصناف الحيوان والنبات البري المهدد بالانقراض «سايتس» والتشريعات الوطنية في معظم البلدان إلى تقليل الإنتاج الحديث للعاج المنحوت.

## مادة العاج
لا يقتصر الحصول على العاج على الأفيال فحسب، فأي سن أو ناب حيوان قابل للنحت يمكن أن يُطلق عليه تسمية «عاج»، مع إرفاق التسمية بنوع الحيوان عادةً. وقد استُخدم عدد كبير من الحيوانات المختلفة ذات الأنياب أو الأسنان الكبيرة.
تتكون الأسنان من ثلاثة عناصر: طبقة المينا الخارجية، ثم الجسم الرئيسي المكون من العاج، والجذر الداخلي المكون من العاج العظمي. يعتبر العنصران الأخيران قابلين للاستخدام لأغراض النحت لدى معظم الحيوانات، ولكن قد تكون طبقة المينا عند بعضها الآخر صلبة جدًا بحيث يصعب نحتها، ويجب إزالتها بالطحن أولًا. هذا هو الحال مع فرس النهر مثلًا، إذ أن مينا أسنانه (في أكبر الأسنان) بنفس صلابة اليشم (حجر كريم) تقريبًا. أما عاج الفيل، بالإضافة إلى كونه يأتي في قطع أكبر، فهو ناعم ومتجانس نسبيًا، ومادة مثالية للنحت. يمكن تحديد نوع الحيوان المأخوذ منه العاج عادةً عن طريق الفحص تحت الضوء فوق البنفسجي، إذ تظهر الأنواع المختلفة ألوانًا مختلفة.
عادةً، أمكن الحصول على عاج الفيل الأوراسي من أنياب الأفيال في الهند، وفي العصر الروماني، من شمال إفريقيا، ومنذ القرن الثامن عشر أصبحت منطقة إفريقيا جنوب الصحراء المصدر الرئيسي له. أدى حصاد العاج إلى انقراض الأفيال أو قرب انقراضها في جزء كبير من نطاق وجودها السابق. وفي مطلع العصور الوسطى في شمال أوروبا، راجت تجارة عاج فظ البحر جنوبًا من مناطق بعيدة مثل غرينلاند الإسكندنافية إلى الدول الاسكندنافية وجنوب إنجلترا وشمال فرنسا وألمانيا. في سيبيريا وأمريكا الشمالية القطبية الشمالية، كان من الممكن استخراج أنياب الماموث من التربة الصقيعية واستخدامها، وأصبح هذا عملًا تجاريًا كبيرًا في القرن التاسع عشر، إذ استُخدم السجناء المدانون في جزء كبير من العمل. نُحت تمثال فينوس براسيمبوي، الذي يعود تاريخه إلى 25,000 عام، ويمكن القول بأنه أول تمثال بملامح شبه حقيقية للوجه البشري، من عاج ماموث مقتول حديثًا بلا شك. وفي شمال أوروبا خلال مطلع العصور الوسطى، كان من الأسهل الحصول على عاج فظ البحر من تجار الفايكنغ، ولاحقًا من المستوطنات الإسكندنافية في غرينلاند مقارنةً بعاج الفيل من الجنوب. في ذلك الوقت، ربما كان فظ البحر موجودًا في مناطق أبعد جنوبًا مما هو عليه اليوم. تعتبر أسنان حوت العنبر مصدرًا آخر، وقد استُخدم نحت العظام في العديد من الثقافات التي لا تتوفر فيها القدرة على الوصول إلى العاج، ولكونه بديل أرخص بكثير. وفي العصور الوسطى، استخدمت عظام الحيتان غالبًا، إما من صيادي الحيتان في إقليم الباسك، أو من جنوح الحيتان الطبيعي.

## مصر القديمة والشرق الأدنى
قد يعود تمثال خوفو إلى الأسرة الرابعة (الدولة القديمة، من نحو 2613 إلى 2494 قبل الميلاد)، وهي الفترة التي عاش فيها صاحب التمثال، أو ربما نُحت في فترة لاحقة بكثير، في الأسرة السادسة والعشرين (664 - 525 قبل الميلاد). أما لوحة ماك غريغور المعدنية، فمن المؤكد أكثر أنها تعود إلى نحو عام 2985 قبل الميلاد، وربما كانت زينة لصندل ملكي.
استخدمت الصفائح العاجية الرقيقة على نطاق واسع في جميع أنحاء العالم القديم ترصيعًا لأثاث القصور، والآلات الموسيقية، وألواح الألعاب، وغيرها من الأشياء الفاخرة. تحوي مقبرة توت عنخ آمون (حوالي ثلاثينيات القرن الرابع عشر قبل الميلاد) على العديد من هذه العناصر العاجية، وربما أكبرها هو مسند الرأس المنحوت. أما عاجيات النمرود، فهي مجموعة كبيرة من أشياء مماثلة أُعيدت من مخزن للأثاث في العاصمة الآشورية. ويعود تاريخها إلى نحو القرنين التاسع والسادس قبل الميلاد، ولها عدة أصول مختلفة من جميع أنحاء الإمبراطورية الآشورية، وأكثرها من بلاد الشام. وتعد عاجيات برات مجموعة أخرى أصغر من ملحقات الأثاث من الألفية الثانية قبل الميلاد، من الكاروم (المركز التجاري) الآشوري في أسيم هويوك في الأناضول.
وفقًا لما نقشه داريوس الأول، فقد استُخدم العاج في قصر داريوس في سوسة في الإمبراطورية الأخمينية. وجُلبت المواد الخام من منطقة النُوبة في إفريقيا وجنوب آسيا (مرزبانية السند ومرزبانية أراخوسيا).

## أوروبا
العصور القديمة ومطلع العصور الوسطى التماثيل المذهبة العاجية (كريسلفانتين) هي تماثيل مصنوعة من خليط من العاج، يستخدم عادة لنحت أجزاء الجسد، ومواد أخرى، مُوشحة بالذهب لصنع أجزاء الملابس، والدروع والشعر وتفاصيل أخرى، واستخدمت في العديد من أهم التماثيل المقدسة في اليونان القديمة وغيرها من الحضارات. وشملت هذه التماثيل الضخمة تمثال أثينا بارثينوس (العذراء أثينا)، تمثال الإلهة اليونانية أثينا الذي صنعه فيدياس والذي شكل محور الجزء الداخلي من البارثينون في أثينا. يبقى العاج بحالة جيدة جدًا إذا كان جافًا وغير معرض للحرارة المرتفعة، ولكنه في معظم المناخات لا يعيش طويلًا تحت الأرض، لذا فإن معرفتنا بالعاج اليوناني القديم محدودة، في حين أن عددًا جيدًا من قطع الإمبراطورية الرومانية اللاحقة أو المتأخرة (من 284 ميلادي إلى 641 ميلادي) - ومعظمها ألواح مزدوجة (ثنائيات) - قد نجت فوق الأرض، وعادة ما انتهى بها الأمر في خزائن الكنيسة.
لا شك أن نسخًا من التماثيل الصغيرة وأصناف أخرى من أغراض الفخار الروماني القديم الناجية وغيرها من الأشكال الفنية كانت مصنوعة أيضًا من العاج، ولكنها نادرة جدًا. نجا عدد قليل من الصناديق الرومانية ذات اللوحات العاجية المنحوتة بنقوش بارزة، وقد استنسخت وقُلدت هذه الأغراض في مطلع العصور الوسطى - يُعد صندوق فرانكس المصنوع من العظام نسخة أنجلو سكسونية تعود إلى القرن الثامن، وصندوق فيرولي هو نسخة بيزنطية من حوالي عام 1000. يشتمل كلاهما على مشاهد أسطورية، جرمانية وكلاسيكية على التوالي، والموجودة في عدد قليل من الأعمال الأخرى العائدة لهذه الفترات.
أهم عمل فني مصنوع من العاج من أواخر العصور القديمة هو عرش مكسيميانوس. كانت كاتدرائية مكسيميانوس، أسقف رافينا (546 - 556)، مغطاة بالكامل بألواح عاجية. نُحت العرش في القسطنطينية على الأرجح وشُحن إلى رافينا. ويتألف من ألواح مزخرفة بالأزهار والنباتات تؤطر ألواحًا مختلفة عليها رسوم، بما في ذلك لوحة تحمل الشعار المعقد للأسقف.
قُدمت اللوحات المزدوجة (الثنائيات) القنصلية الرومانية المتأخرة هدايا من القناصل - وهم موظفون مدنيون لعبوا دورًا إداريًا مهمًا حتى عام 541 - وتكونت من لوحين منحوتين على الجانبين الخارجيين متصلين بمفصلات مع صورة القنصل. اعتُمد هذا الشكل لاحقًا للاستخدام المسيحي، وصورت المسيح ووالدته مريم العذراء والقديسين. واستخدمها الأشخاص للصلاة.
استخدمت هذه الألواح العاجية كأغلفة كتب من القرن السادس، وعادة ما توسطت إطارًا مصنوعًا من المعدن والأحجار الكريمة. وقد جُمعت في بعض الأحيان من خمس لوحات أصغر بسبب العرض المحدود للناب. ومثّل هذا التجمع ترتيبًا تركيبيًا يضع المسيح أو مريم العذراء في المركز، والملائكة والرسل والقديسين في اللوحات المجاورة. استخدمت ألواح العاج المنحوتة لتغليف أثمن المخطوطات المذهبة. نجا عدد قليل جدًا من أغلفة الكتب المعدنية المرصعة بالجواهر، لكن أعدادًا كبيرة من الألواح العاجية التي استخدمت لصنع هذه الأغلفة قد بقيت في حالة سليمة.